# Горник, Лиза
Лиза Горник (англ. Lisa Gornick, род. 1970, Лондон) — британская актриса, сценарист, кинорежиссёр и продюсер. Она художник-график, которая работает в кино, перформансах, на телевидении.

## Работа
Первым полнометражным фильмом Горник был «Люблю ли я тебя?» (англ. Do I Love You?). Действие происходит в Лондоне и вращается вокруг отношений между Мариной (Лиза Горник) и Роми (Ракель Кэссиди). В 2014 году Британский институт кино включил фильм в список 10 лучших фильмов о лесбиянках. Её второй полнометражный фильм «Колыбельная Тик-так» — это комедия о двойственном отношении к материнству. В 2007 году он был показан на Международном ЛГБТ-фестивале в Сан-Франциско и на кинофестивале Cinequest. Третий художественный фильм Горник, «Книга Габриэль», был создан как часть кросс-платформенного производства, которое также включало книгу, веб-сериал и шоу с живыми рисунками.
Работа Горник на телевидении включает в себя короткометражный фильм 2010 года «Dip», который был снят для сезона «Coming Up» на канале BBC Channel 4 и получил приз молодёжного жюри за лучший фильм на кинофестивале в Оберхаузене в 2011 году. Горник снялась в фильме «Совы» (Шерил Дунье, 2010). Она основала продюсерскую компанию Valiant Doll, которая снимает художественные микробюджетные фильмы.

## Фильмография
| Год  | Название            | Роль        | Прим. |
| ---- | ------------------- | ----------- | ----- |
| 2002 | Do I Love You?      | Марина      |       |
| 2007 | Колыбельная Тик-так | Саша        |       |
| 2010 | The Owls            | Лили        |       |
| 2015 | Женщина в золоте    | Фрау Нойман |       |
| 2016 | Книга Габриэль      | Габриэль    |       |

| Год  | Название            | Роль                              | Прим.                                                                                           |
| ---- | ------------------- | --------------------------------- | ----------------------------------------------------------------------------------------------- |
| 2002 | Do I Love You?      | Режиссёр, сценарист, продюсер     | Награда за лучший полнометражный фильм на Парижском фестивале лесбийских и феминистских фильмов |
| 2005 | Bed of Fear         | Короткометражный, режиссёр        |                                                                                                 |
| 2007 | Колыбельная Тик-так | Сценарист, продюсер               |                                                                                                 |
| 2009 | 140                 | Документальный, режиссёр сегмента |                                                                                                 |
| 2010 | Coming Up           | Режиссёр                          |                                                                                                 |
| 2016 | Книга Габриэль      | Режиссёр, сценарист, продюсер     |                                                                                                 |